# Aria-Aria
Aria-Aria est un village du Cameroun situé dans la Région de l'Extrême-Nord du Cameroun, le département du Diamaré, l’arrondissement de Bogo et le canton de Bogo-Nord. 

## Population
En 1975, la localité comptait 28 habitants, des Mousgoum.
Lors du recensement de 2005, on y a dénombré 259 habitants, dont 134 hommes et 125 femmes.